# Nevskia
El género Nevskia engloba a bacterias Gram negativas, aerobias estrictas y mótiles del filo Pseudomonadota. Pertenecen la clase Gammaproteobacteria, concretamente a al orden Nevskiales (Naushad et al. 2015) o Xanthomonadales (Cook 1978), y producen infecciones en plantas.